# Sorgfjorden
Sorgfjorden est un fjord de la côte nord est du Spitzberg, dans l'archipel du Svalbard. Ce fjord est également parfois appelé Treurenberg Bay.

## Origine du nom
L'ancien nom de ce lieu (Beersbay) pouvait être traduit par « Baie aux Ours ». Le nom actuel peut se traduire par « la Baie du Chagrin ». Cette appellation fait référence à une bataille navale qui a opposé, en août 1693, deux navires français, en infériorité numérique, à une quarantaine de navires hollandais venus chasser la baleine.
Les deux navires français, l'Aigle et le Favori, commandés par les capitaines basques Joannis de Suhigaraychipy, dit « Coursic », et Louis de Harismendy, ont remporté cette bataille et capturé plus de vingt-cinq baleiniers. Les sépultures des marins hollandais sont toujours visibles.

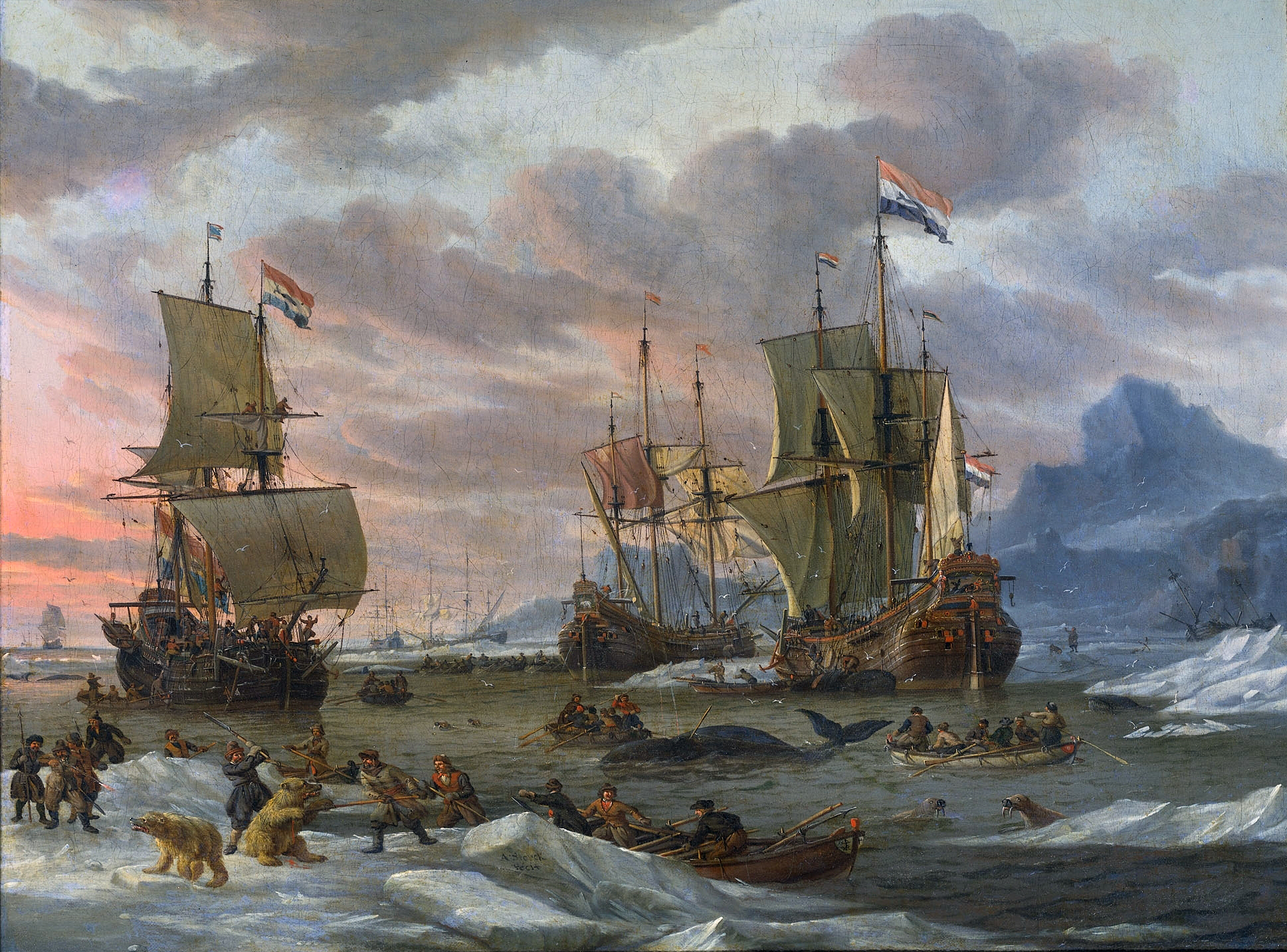
Scène de chasse à la baleine vers 1690, peut-être dans le Sorgfjorden, alors appelé « Baie aux Ours ».